# Agrotis exclamationis
Agrotis exclamationis là một loài bướm đêm thuộc họ Noctuidae. Nó là loài đặc hữu của. Con trưởng thành có sải cánh 35–44 mm. Con trưởng thành bay vào tháng đến tháng 5-7 trong năm và bị ánh sáng hấp dẫn và thường bay đến các hoa nhiều mật như Buddleia, Senecio jacobaea. Ấu trùng ăn nhiều loài thực vật khác nhau.

## Cây chủ
- Anemone
- Artemisia
- Beta
- Brassica rapa
- Fragaria - Dâu tây
- Lactuca
- Plantago
- Polygonum
- Quercus - Sồi
- Rubus
- Rumex
- Solanum - Khoai tây
- Spinacia - rau spinach
- Stellaria
- Zea - Maize

## Phân loài
- A. e. Corsica - Corse
- A. e. exclamationis - Europe

## Hình ảnh

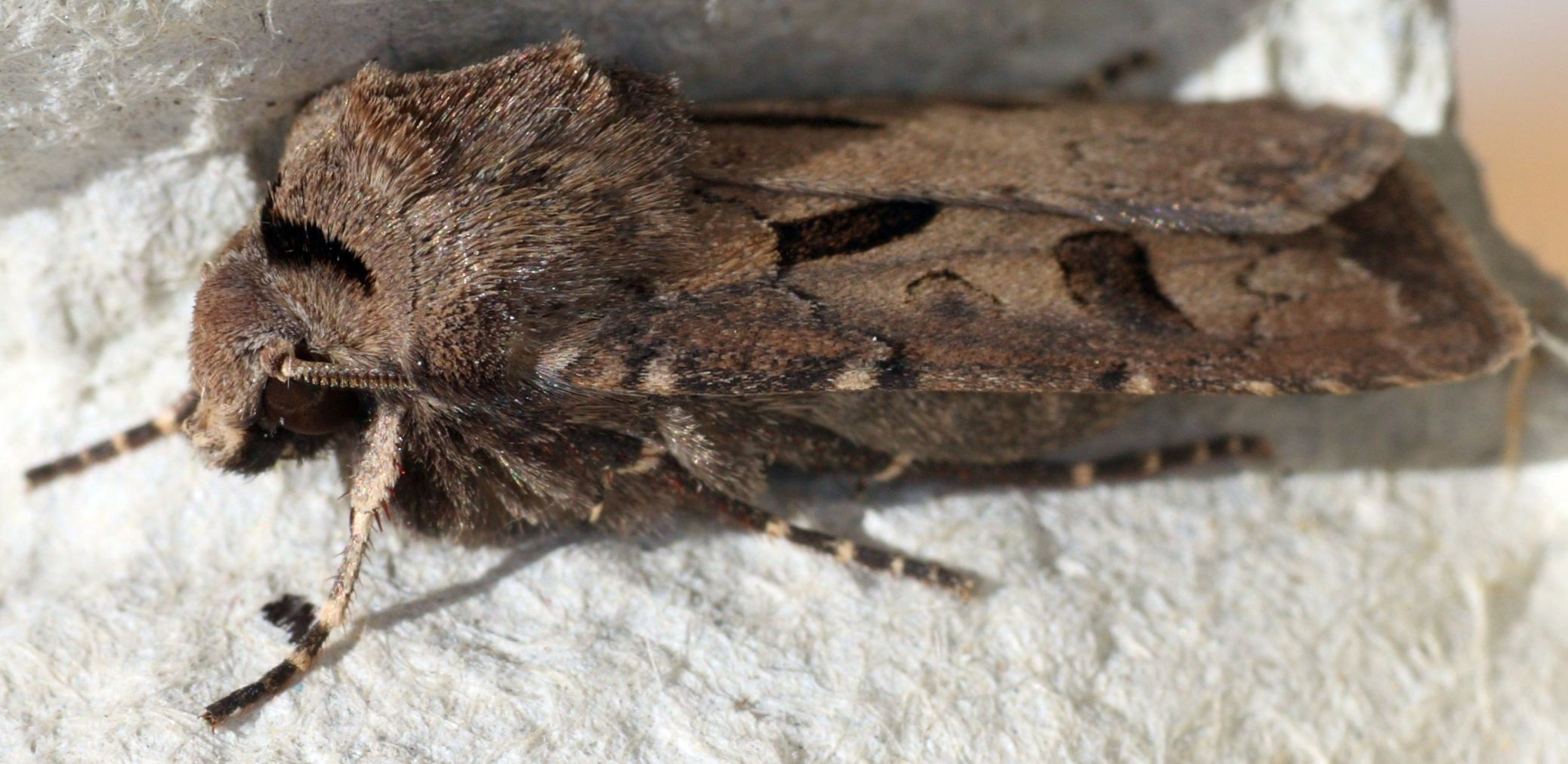
Hồ sơ
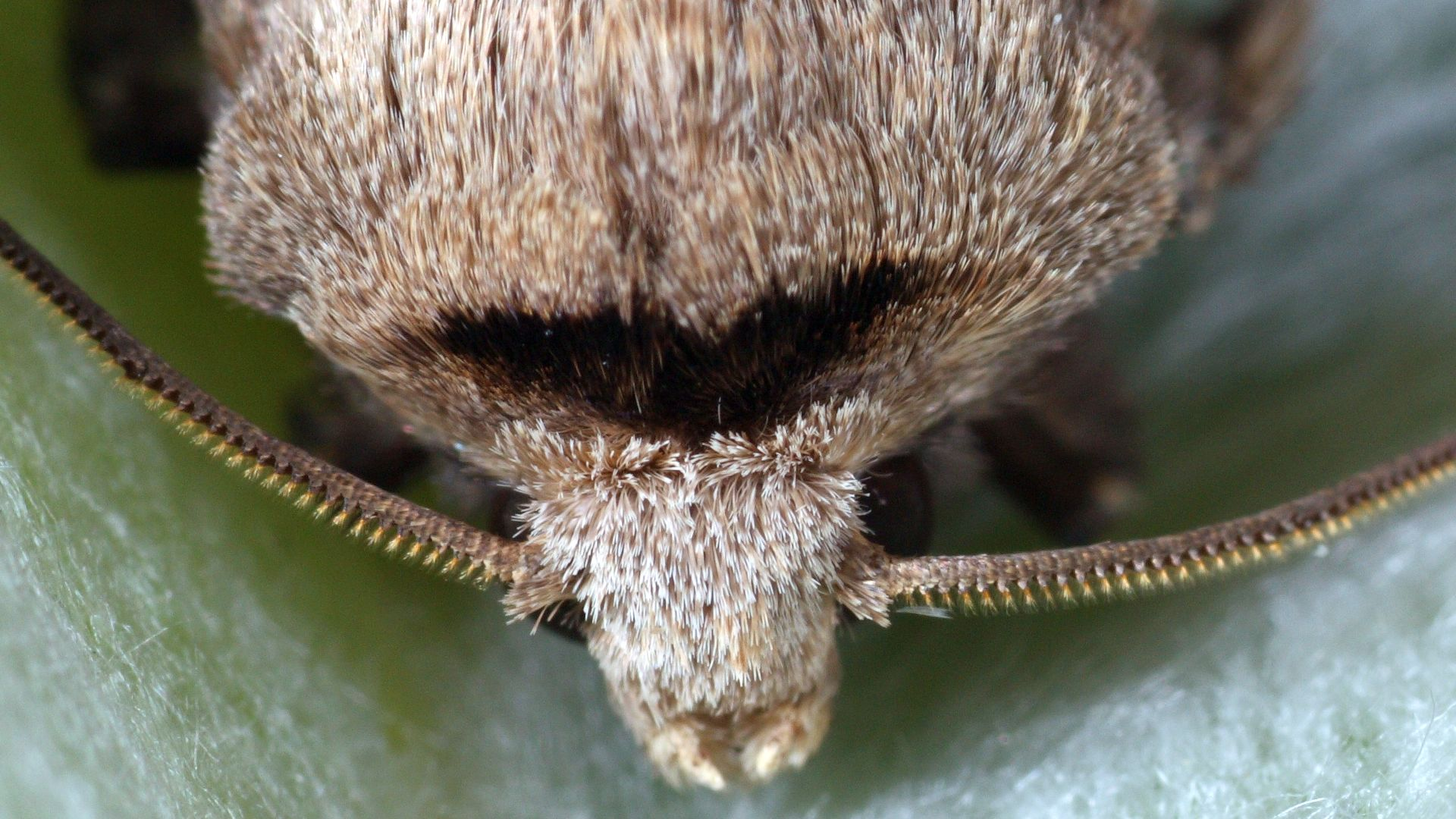
Thương hiệu phía trước
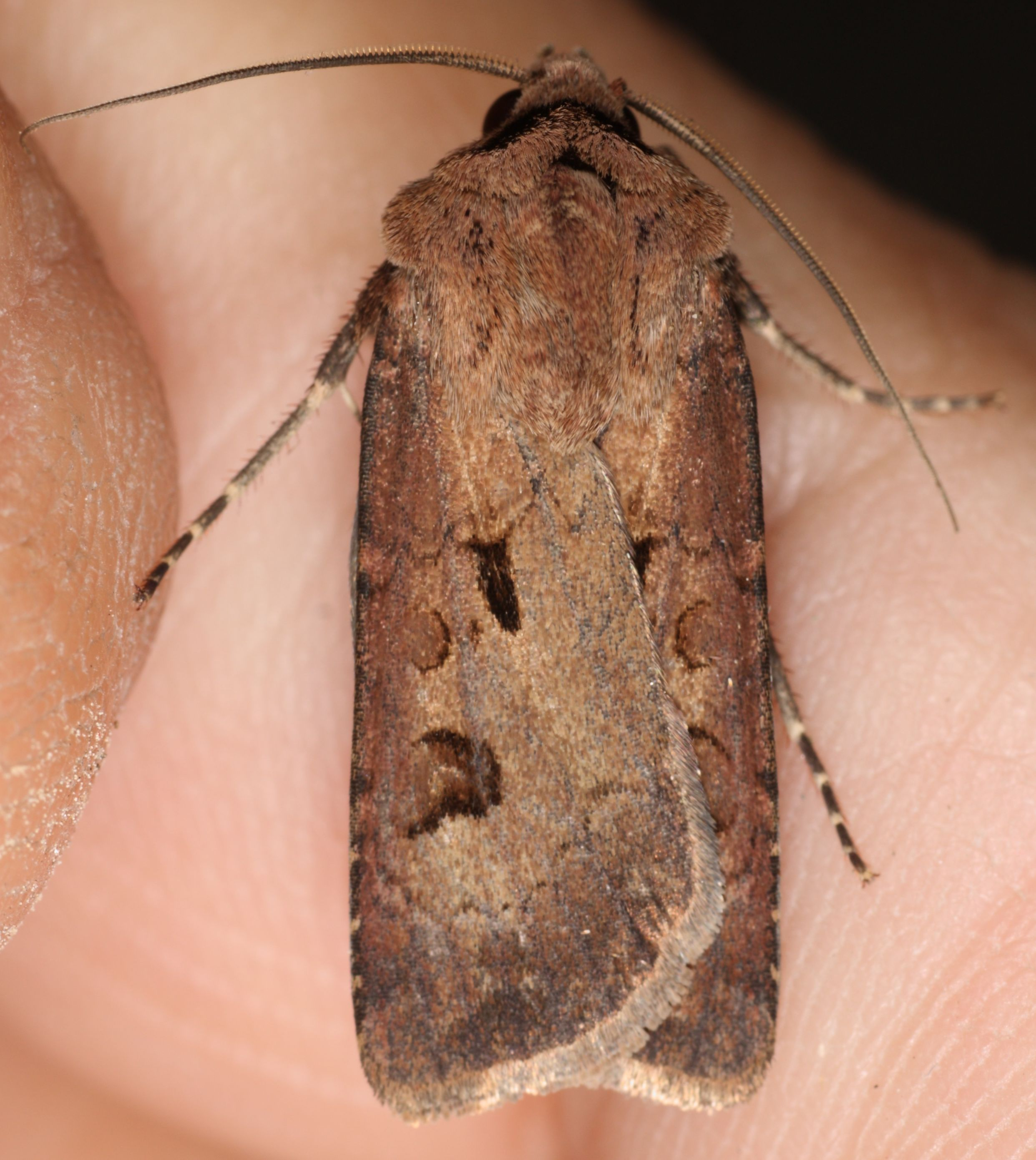
Sự biến đổi màu sắc
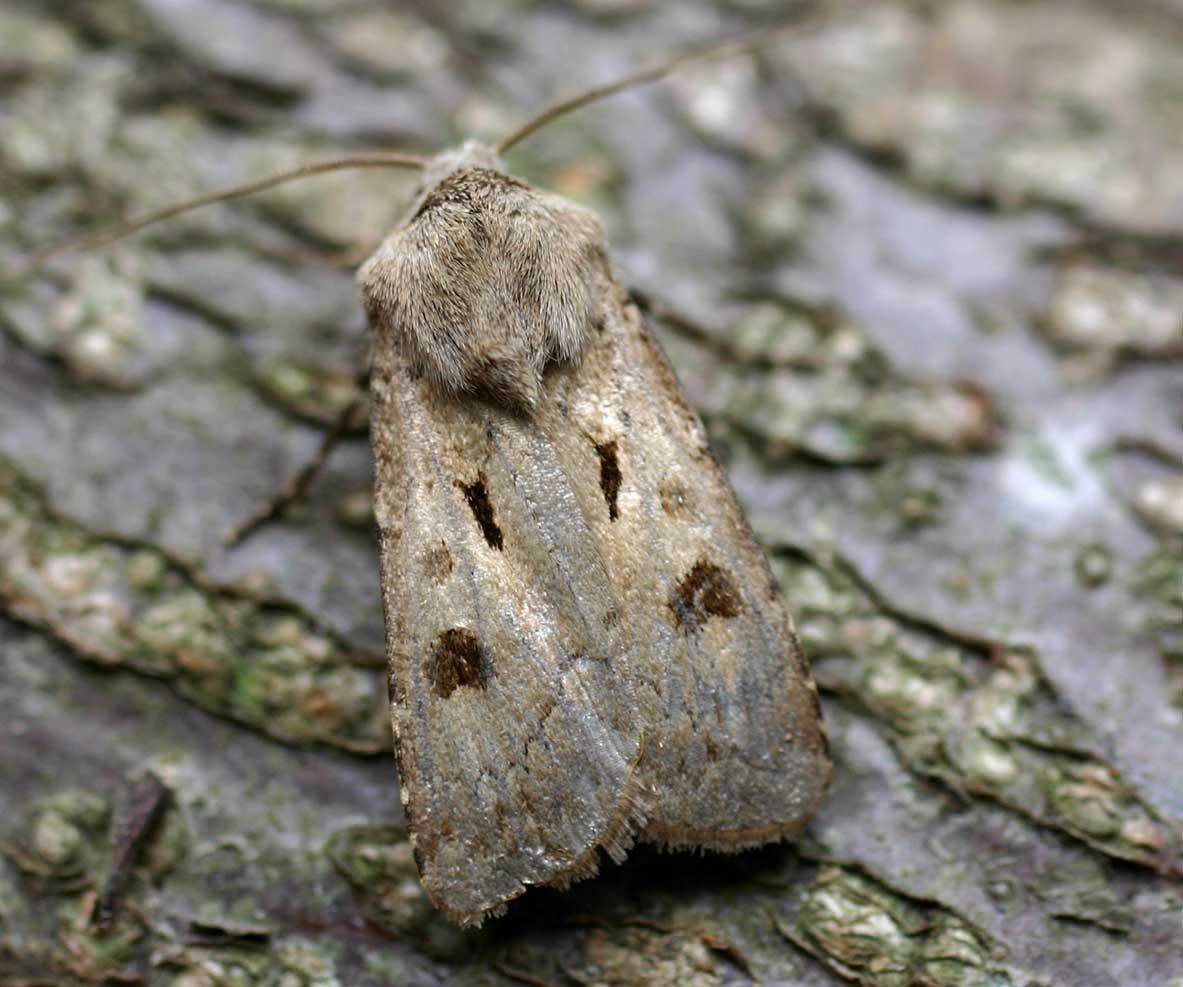
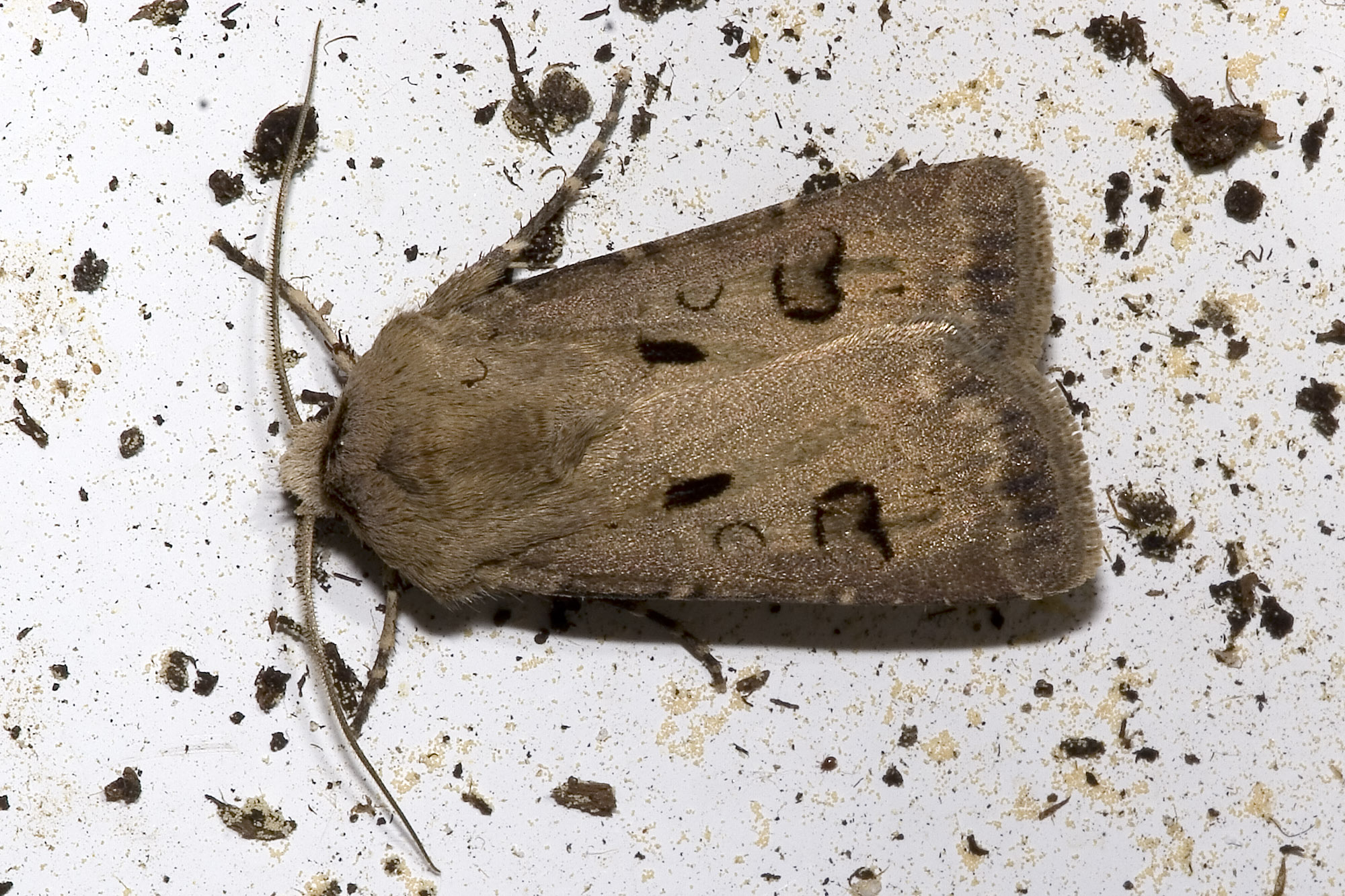
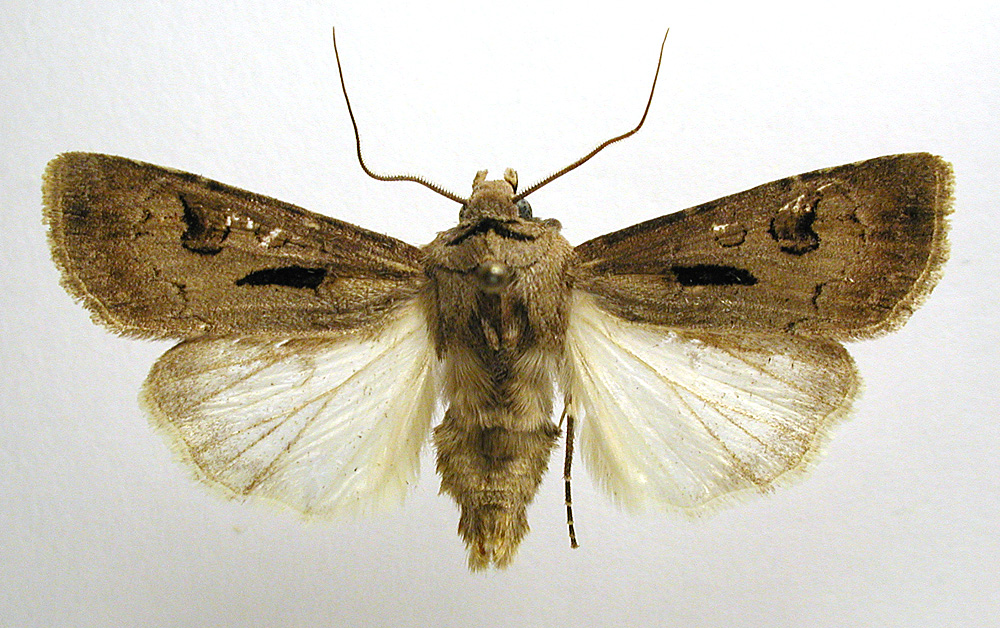
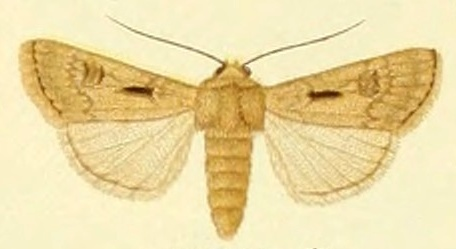